# Juan Esnáider
Juan Esnáider (sinh ngày 5 tháng 3 năm 1973) là một cầu thủ bóng đá người Argentina.

## Đội tuyển bóng đá quốc gia Argentina
Juan Esnáider thi đấu cho đội tuyển bóng đá quốc gia Argentina từ năm 1995-1997.

## Thống kê sự nghiệp
| Đội tuyển bóng đá Argentina | Đội tuyển bóng đá Argentina | Đội tuyển bóng đá Argentina |
| Năm                         | Trận                        | Bàn                         |
| --------------------------- | --------------------------- | --------------------------- |
| 1995                        | 1                           | 2                           |
| 1996                        | 1                           | 0                           |
| 1997                        | 1                           | 0                           |
| Tổng cộng                   | 3                           | 2                           |